# Condado de Mława
Condado de Mława (polaco: powiat mławski) é um powiat (condado) da Polónia, na voivodia da Mazóvia. A sede do condado é a cidade de Mława. Estende-se por uma área de 1182,3 km², com 73 438 habitantes, segundo o censo de 2005, com uma densidade de 62,11 hab/km².

## Divisões admistrativas
O condado possui:
Comunas urbanas: Mława
Comunas rurais: Dzierzgowo, Lipowiec Kościelny, Radzanów, Strzegowo, Stupsk, Szreńsk, Szydłowo, Wieczfnia Kościelna, Wiśniewo
Cidades: Mława

## Demografia
População (dados de 30 de Junho de 2005):
|          | Total   | Total | Mulheres | Mulheres | Homens  | Homens |
| -------- | ------- | ----- | -------- | -------- | ------- | ------ |
|          | pessoas | %     | pessoas  | %        | pessoas | %      |
| Total    | 73 438  | 100   | 37 300   | 50,8     | 36 138  | 49,2   |
| Cidades  | 29 615  | 100   | 15 459   | 52,2     | 14 156  | 47,8   |
| Povoados | 43 823  | 100   | 21 841   | 49,8     | 21 982  | 50,2   |